# ستيفن كابل جونيور
ستيفن كابل جونيور هو مخرج أفلام،منتج وكاتب أمريكي ولد في 16 فبراير 1988.